# Sinagoga Oni

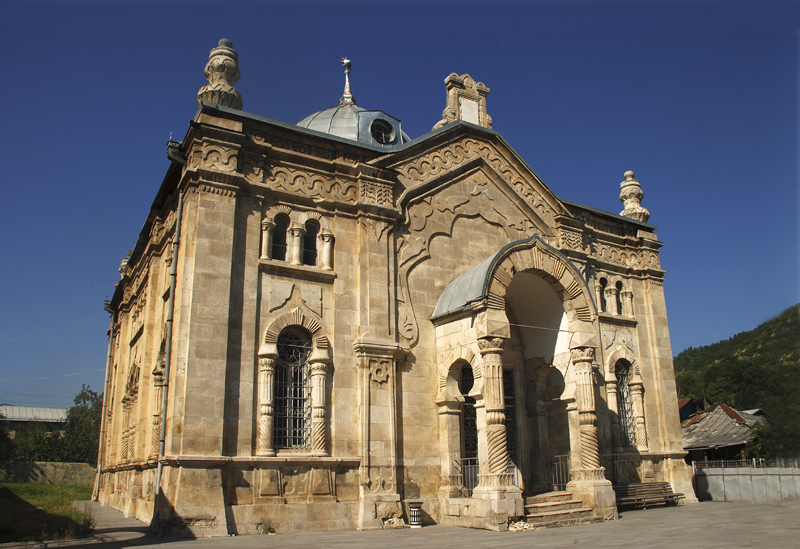
Sinagoga Oni

A Sinagoga de Oni é uma sinagoga localizada em Oni, na região de Racha, na Geórgia. Foi construída em 1895 e é a mais antiga em operação na República da Geórgia.

## História
A sinagoga foi construída em 1895 em estilo eclético. É a terceira maior sinagoga da Geórgia, depois da Grande Sinagoga de Tbilisi e da Kutaisi.

### Terremoto de Racha
Durante o terremoto de Racha, em 1991, a sinagoga sofreu sérios danos. Quatro anos depois, foi renovada com o apoio do governo e do Comitê Conjunto de Distribuição de Judeus Americanos . O presidente da Geórgia na época, Eduard Shevardnadze, participou da cerimônia de rededicação.

### 120º aniversário
Em 2 de setembro de 2015, a sinagoga realizou uma cerimônia pelo seu 120º aniversário. Irakli Garibashvili, o primeiro ministro da Geórgia na época, participou da cerimônia.
A Geórgia costumava ter 250.000 judeus, que pertenciam a uma comunidade antiga, datada de milhares de anos. Eles tinham costumes endêmicos, incluindo estilos especiais de oração. Nos anos 70 e 90, a maioria da população judaica se mudou para o exterior (principalmente para Israel), e apenas alguns milhares permaneceram na Geórgia. 
Em 1972, a sinagoga tinha 3.150 congregantes mas em 2015 esse número havia caído para apenas 16.